# Polyalthia anomala
Polyalthia anomala este o specie de plante din genul Polyalthia, familia Annonaceae, descrisă de Odoardo Beccari. Conform Catalogue of Life specia Polyalthia anomala nu are subspecii cunoscute.